# Глостер (Северна Каролина)
Глостер (енгл. Gloucester) насељено је место без административног статуса у америчкој савезној држави Северна Каролина.

## Демографија
По попису из 2010. године број становника је 537.
| Група             | 2000.    | 2010.       |
| Белци             | 0 (0,0%) | 525 (97,8%) |
| Афроамериканци    | 0 (0,0%) | 0 (0,0%)    |
| Азијати           | 0 (0,0%) | 2 (0,4%)    |
| Хиспаноамериканци | 0 (0,0%) | 4 (0,7%)    |
| Укупно            | 0        | 537         |